# Pourquoi la guerre ?
Pourquoi la guerre ?  (all : Warum Krieg?) rassemble un échange épistolaire de 1932, entre Albert Einstein et Sigmund Freud, sur le thème de la guerre, à la demande de la Commission internationale de coopération intellectuelle. Cette correspondance est publiée en 1933, en France, en Allemagne et en Angleterre sous la forme d'un opuscule. Le titre retenu est de Sigmund Freud.

## Contexte
Il s'agit d'une confrontation du savoir de l’inconscient à cette question de la guerre (« Pourquoi la guerre ? ») qui touche à la mort et à l’agressivité, en sa forme collective. Dans une Europe qui bascule vers l'irrémédiable, Einstein et Freud donnent à penser sur l'origine des guerres et les moyens de les empêcher.

### Rencontre des deux savants
Les deux hommes s'étaient rencontrés en 1926, alors que Freud passait Noël chez son fils Ernst à Berlin. Freud écrit de ce premier entretien : « Il est gai, sûr de lui et agréable [...] Il s’y connaît autant en psychologie que moi en physique, aussi eûmes-nous une conversation très plaisante ». La relation faillit cependant tourner court. Et il fallut l'occasion de cette correspondance officielle, pour que les deux savants échangent. Surtout, Freud prit acte du changement d'Einstein à l'égard de la psychanalyse.

### Au service de la paix
Les correspondances et entretiens de l'Institut international de coopération intellectuelle entendaient mettre le dialogue au service de la paix, dans la perspective d'un nouvel humanisme. En effet, en 1931, la Commission permanente pour la littérature et les arts de la Société des Nations demande à l’Institut international de coopération intellectuelle d’organiser un échange épistolaire entre des intellectuels représentatifs.
Albert Einstein est sollicité, il se tourne alors vers Sigmund Freud comme interlocuteur. En juin 1932, le secrétaire de l’Institut écrit à Freud afin qu'il participe à cet échange. Le 30 juillet 1932, Einstein envoie, depuis Potsdam, ses thèses à Freud qui répond, depuis Vienne, en septembre.

### Le titre retenu
Le titre « Pourquoi la guerre ? » retenu finalement pour la publication de l'échange épistolaire est de Freud,.
Le 16 décembre 1932, Freud « écrivait  à André Cœuroy, secrétaire général de l'Institut International de Coopération Intellectuelle, pour récuser le titre Recht und Gewalt (Droit et violence) initialement proposé ». Le 23 décembre, il lui adresse une autre lettre où il explique qu'il aurait souhaité que « dans cette question de titre, Monsieur Einstein assume la décision », mais en fait, ce dernier était « déjà en route pour l'Amérique ». Freud trouve l'intitulé « Droit et violence »  « tout à fait insuffisant ». Il réclame « que “guerre” figure également dans le titre » et propose : « Qu'en serait-il des deux mots “Warum Krieg?” ? “Pourquoi la guerre ?” irait sans aucun doute aussi en français, cela sonne bien et ne manque pas de faire effet. Il faudrait trouver également pour l'anglais quelque chose de tout aussi concis »,.

### 1933
En 1933, la publication de l'échange voit le jour à Paris puis en Allemagne, deux semaines après l’accession d’Adolf Hitler au poste de chancelier ; elle y fut tout de suite interdite. Le 10 mai 1933, les nazis organisent des autodafés où les livres inscrits sur une liste noire, notamment les ouvrages de Freud et Einstein, sont brûlés publiquement.

## Éditions

### Première parution
- 1933 : Warum Krieg?, Paris, Internationales Institut für geistige Zusammenarbeit (Völkerbund)

### Traductions françaises
- 1933 : Pourquoi la guerre ?, traduit par B. Briod, Paris, Institut International de Coopération Intellectuelle (Société des Nations)
- 1985 : Pourquoi la guerre ?, traduit par J.-G. Delarbre et A. Rauzy, dans S. Freud, Résultats, idées, problèmes, II, Paris, Presses Universitaires de France, p. 203-215 (lettre de Freud seule)
- 1991 : Lettre d'Albert Einstein à Sigmund Freud, dans A. Einstein, Œuvres choisies, textes choisis et présentés par J. Merleau-Ponty et F. Balibar, Paris, Éditions du Seuil - Éditions du CNRS, tome 5, p. 188-191
- 1995 : Pourquoi la guerre ?, traducteurs: J. Altounian, A. Bourguignon, P. Cotet, A. Rauzy, dans: OCF.P, vol. XIX (1931-1936), p. 61-81, Paris, Puf,  (ISBN 2 13 047055 6)
- 2005 : Albert Einstein, Sigmund Freud, Pourquoi la guerre ?, traduit par Blaise Briod et Christophe David, Paris, Rivages, 2005  (ISBN 978-2743613648)

## Lettre d'Einstein
Einstein pose la question: « Y a-t-il un moyen de délivrer l'humanité de la menace de la guerre ? ». Il propose de considérer « les relations du droit avec le pouvoir » et postule « une pulsion de haine chez les hommes ».
- Extrait de la lettre d'Einstein:

« L'appétit de pouvoir que manifeste la classe régnante d'un État contrecarre une limitation de ses droits de souveraineté. Cet "appétit politique de puissance" trouve souvent un aliment dans les prétentions dont l'effort économique se manifeste de façon matérielle. Je songe particulièrement ici à ce groupe que l'on trouve au sein de chaque peuple et qui, peu nombreux mais décidé, peu soucieux des expériences et des facteurs sociaux, se compose d'individus pour qui la guerre, la fabrication et le trafic des armes ne représentent rien d'autre qu'une occasion de retirer des avantages particuliers, d'élargir le champ de leur pouvoir personnel »

— Albert Einstein

## Réponse de Freud
En reprenant certains points de Considérations actuelles sur la guerre et  la mort (1915) et de Malaise dans la culture (1930), Freud répond qu'il préfère envisager les relations « du droit et de la violence »: le droit étant « la force d'une communauté », il ne peut lui-même « s'exercer sans violence ». La Société des nations susceptible de représenter une prévention contre la guerre « demeure impuissante, sinon sur le plan des idées ». Quant à la pulsion de haine évoquée par Albert Einstein, elle rejoint chez Freud sa théorie de la pulsion de mort: « La pulsion de mort devient pulsion de destruction en se tournant, au moyen d'organes spécifiques, vers l'extérieur, contre les objets. L'être vivant préserve pour ainsi dire sa propre vie en détruisant celle d'autrui ». Selon Alain de Mijolla,  Freud reconnaît n'avoir pas grand chose à proposer : « Nous sommes des “pacifistes” pour des raisons organiques : nous sommes formés par le long processus de l'évolution de la culture », dit-il (le développement culturel est un processus organique, précise-t-il plus loin). Et en attendant que les autres hommes aussi « deviennent pacifistes », il « est permis de nous dire », écrit-il, que « tout ce qui promeut le développement culturel œuvre du même coup contre la guerre ».

## Anecdote et controverse: une dédicace à Mussolini
La dédicace à Mussolini d'un exemplaire de Pourquoi la guerre ? par Freud et Einstein est connue par Ernest Jones avec sa biographie de Freud, anecdote qu'Edoardo Weiss lui avait racontée,. Celui-ci met en relation Freud avec une de ses patientes et son père, Giovacchino Forzano, qui avait écrit une dédicace à Freud co-signée par Mussolini, l'un de ses amis, et demande à Freud de lui dédicacer en retour un de ses livres ; celui-ci accepte par égard pour Weiss,.
Michel Onfray dans Le Crépuscule d'une idole en fait un argument pour faire de Freud un fasciste,,. Si l'hypothèse a été émise que, par-delà l'ironie et l'embarras de Freud, celui-ci espérait que Mussolini puisse s'opposer à une annexion de l'Autriche par l'Allemagne, « il paraît tout à fait évident qu’aucune syntonie, même provisoire, ne peut s’instaurer entre freudisme et mussolinisme » selon l'historien Roberto Zapperi.